# Frances Amelia Yates
Dama Frances Amelia Yates (Portsmouth, 28 novembre 1899 – Surbiton, 29 settembre 1981) è stata una storica, insegnante e saggista britannica.

## Biografia
Nasce, ultima di quattro figli, due femmine e due maschi, a Southsea, paese dell'area urbana di Portsmouth, nell'Hampshire.La madre si chiamava Hannah Malpas; il padre James Alfred  era un ingegnere navale fervente anglicano. Anche se una delle sue sorelle ha frequentato il Girton College, Frances, ultimogenita di una famiglia medio-borghese, è stata educata in casa da sua madre, frequentando solo per poco tempo il Birkenhead High School.
I suoi studi e la sua cultura sono stati profondamente influenzati dalla società vittoriana. La morte di suo fratello nella prima guerra mondiale e le devastazioni della seconda guerra mondiale hanno alimentato il suo disprezzo per il nazionalismo dilagante. Scelse di studiare "storiografia interdisciplinare" e per più di quarant'anni fu legata al Warburg Institute della University of London, rivestendo anche incarichi di docenza. Gran parte del suo lavoro si è concentrato su neoplatonismo, filosofia e occultismo nel Rinascimento.
Le sue opere principali, come Giordano Bruno e la tradizione ermetica o l'Arte della memoria, si concentrano sul ruolo centrale svolto dalla magia, dalla tradizione ermetica e dalla cabala nella scienza e nella filosofia nel Rinascimento. Oltre che di Giordano Bruno e Raimondo Lullo, si è occupata anche di Giovanni Florio, William Shakespeare e di storia della tradizione mnemotecnica da Simonide a Gottfried Leibniz. Insignita nel 1972 con il rango di Officer dell'Ordine dell'Impero Britannico, nel 1977 fu elevata al rango di Dama (Dame).
Morì a Surbiton, nel Surrey, dopo una breve malattia. Nel 2008 è uscita Frances Yates and the Hermetic Tradition, la prima biografia di Frances Yates, a cura di Marjorie G. Jones, tradotta in italiano da Andrea Damascelli per Casadei Libri nel 2014 con il titolo Frances Yates e la tradizione ermetica.

## Opere
- John Florio: The Life of an Italian in Shakespeare's England (1934, 1968)
  -  Giovanni Florio. Un italiano nell'Inghilterra di Shakespeare, Collana Porte girevoli, Casadeilibri, 2016, ISBN 978-88-89466-90-2. (in pubblicazione)
- A Study of Love's Labour's Lost (1936)
- The French Academies of the Sixteenth Century (1947)
- The Valois Tapestries (1959)
- Giordano Bruno and the Hermetic Tradition (1964) 
  -  Giordano Bruno e la tradizione ermetica, traduzione di Renzo Pecchioli, Bari, Laterza, 1969.
- The Art of Memory (1966) 
  -  L'arte della memoria, con uno scritto di Ernst H. Gombrich, trad. Albano Biondi, Collana Saggi, Torino, Einaudi, 1972-1997, ISBN 978-88-06-33217-4.
- Theatre of the World (1969) 
  -  Theatrum Orbis, traduzione di Tiziana Provvidera, Collana Biblioteca, Torino, Aragno, 2003, ISBN 978-88-8419-100-7.
- The Rosicrucian Enlightenment (1972)
  -  L'Illuminismo dei Rosacroce. Uno stile di pensiero nell'Europa del Seicento, traduzione di Metella Rovero, Collana Paperbacks n.75, Torino, Einaudi, 1976-1997, ISBN 978-88-06-45807-2.
  -  L'illuminismo dei Rosa-Croce, introduzione di Claudio Bonvecchio, trad. Stefano Amabile, Collana Il caffè dei filosofi, Milano, Mimesis, 2011, ISBN 978-88-575-0404-9.
- Astraea: The Imperial Theme in the Sixteenth Century (1975) 
  -  Astrea. L'idea di Impero nel Cinquecento, introduzione di Albano Biondi, trad. Enrico Basaglia, Torino, Einaudi, 1978.
- Shakespeare's Last Plays: A New Approach (1975) 
  -  Gli ultimi drammi di Shakespeare. Un nuovo tentativo di approccio, traduzione di Carla Gabrieli, Collana Piccola Biblioteca n.360, Torino, Einaudi, 1979-1997, ISBN 978-88-06-11759-7.
- The Occult Philosophy in the Elizabethan Age (1979)
  -  Cabbala e occultismo nell'età elisabettiana, traduzione di Santina Mobiglia, Torino, Einaudi, 1982.
- Collected Essays [1982-84]
  - I. Lull and Bruno (1982)
  - II. Renaissance and Reform: The Italian Contribution (1983)
  - III. Ideas and Ideals in the North European Renaissance (1984)
  -  Giordano Bruno e la cultura europea del Rinascimento, introduzione di Eugenio Garin, trad. Mariella De Martini Griffin e Ales Rojec, Collezione Storica, Roma-Bari, Laterza, 1988, ISBN 978-88-420-3283-0.
  -  Raimondo Lullo e la sua arte. Saggi di lettura, a cura di Sara Muzzi, trad. Livia Cases, Roma, Antonianum, 2009, ISBN 978-88-7257-080-7.